# 九龍醫院慰靈塔
九龍醫院慰靈塔（原名：安慰英靈紀念碑）是香港九龍的一座已停用的紀念塔，建於1942年，是日本香港佔領地政府為紀念在香港攻略戰期間死亡的日本軍人而興建。香港重光後，慰靈塔停用及封閉，及後曾被香港天文台徵用作信號塔用途。時至今天，該慰靈塔是香港日佔時期極少數的僅存遺蹟之一。

## 簡介
慰靈塔坐落於九龍醫院邊界的西北角一隅，是一座多層結構。慰靈塔建於一塊特別平整過的正方形梯度地皮，塔底的四邊有草地，有梯級連接。塔身分為三級，底部兩級是較寬闊的基座，用深色石砌成。最高一層可視為紀念碑的本體，由白石砌成。時至今天，慰靈塔的結構仍維持原狀。只是經過長時間荒廢後，塔身和周邊範圍已被樹幹和雜草所包圍，政府有為基座加上支架以支撐塔身，途人經過亦很大機會未必留意到該建築物。

## 歷史

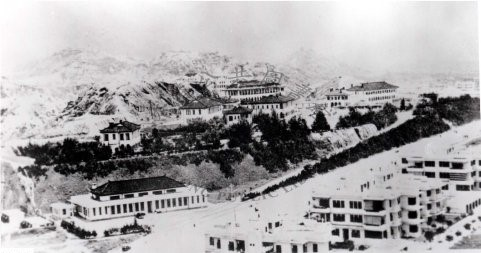
慰靈塔所在之處原為山嶺

慰靈塔所在之處原為山嶺，1930末年代被移平以準備擴建九龍醫院。1941年至1945年香港日佔時期期間，九龍醫院曾被徵用作日軍陸軍醫院。1942年6月1日，安慰英靈紀念碑揭幕。揭幕儀式有日本政軍界人士合共超過一千人參與。儀式開始前，九龍醫院的護士為來賓送上花朵和紀念繪葉書。儀式開始後，有日本僧侶登壇誦經，並由松原美枝子主禮。接著由九龍醫院院長瀧田大佐致祭，並由他率領貢香。
二戰結束後，九龍醫院慰靈塔沒有像香港忠靈塔一樣被港府拆卸，因九龍醫院位處高地被香港天文台徵用作信號塔，在慰靈塔上加上旗桿以懸掛風球。隨著通訊科技發達，天文台各個訊號塔自1970年代末起陸續停用，建築物自此被鐵絲網欄封閉至今。
在香港官方的歷史文件和地圖，一直以來沒有正式記載該建築物的歷史由來。2009-10年，古物諮詢委員會將九龍醫院多幢建築物列為二級或三級歷史建築。信號塔雖有被列入評估名單，但時至今天仍有待委員會進行評估。

## 外部連接
- 九龍醫院神秘石碑圖輯 （页面存档备份，存于） - 康港劉影
- 位於九龍醫院的天文台訊號塔 （页面存档备份，存于）
- Hong Kong Observatory Signal Tower - Kowloon Hospital （页面存档备份，存于） - Gwulo